# Chitetsu Watanabe

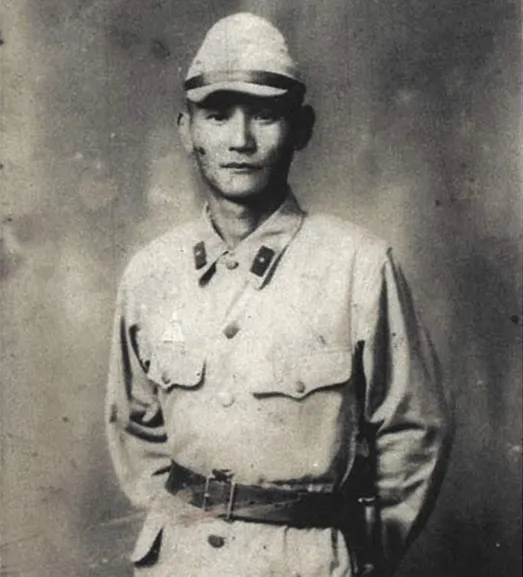
Chitetsu Watanabe

Chitetsu Watanabe (Joetsu, 5 maart 1907 – aldaar, 23 februari 2020) was een Japans supereeuweling.

## Levensloop
Watanabe werd geboren in 1907 als zoon van landbouwers. Zelf volgde hij ook studies op de landbouwschool. Voor zijn werk verhuisde hij naar Taiwan, alwaar hij suikerriet verbouwde. Na de Tweede Wereldoorlog werkte hij in een reisagentschap. Uit zijn huwelijk werden vijf kinderen geboren. Watanabe stierf kort voor zijn 113e verjaardag. Hij was de op één na oudste levende man ter wereld, na Tomás Pinales Figuereo (31 maart 1906 - 24 september 2020).